# 1925 en sport

Cet article présente les faits marquants de l'année 1925 en sport.

## Automobile
- Le Français François Repusseau remporte le Rallye automobile Monte-Carlo sur une Renault.
- 24 heures du Mans : la Lorraine-Dietrich gagne les 24H avec les pilotes Gérard de Courcelles et André Rossignol.
- 30 mai : 500 miles d'Indianapolis. Le pilote américain Peter DePaolo s'impose sur une Duesenberg.
- 28 juin : première édition du Grand Prix de Belgique qui devient la quatrième course à adopter le mode "formule" mais il faudra attendre 1930 pour assister à la deuxième édition de ce GP. Le pilote italien Antonio Ascari s'impose sur une Alfa Romeo.
- 26 juillet : Grand Prix de France sur l'autodrome de Linas-Montlhéry. Les pilotes français Robert Benoist et Albert Divo s'imposent sur une Delage.
- 6 septembre : Grand Prix d'Italie à Monza. Le pilote italien Gastone Brilli-Peri s'impose sur une Alfa Romeo. Alfa Romeo est sacré champion du monde des constructeurs.

## Baseball
- Les Pittsburgh Pirates remportent les World Series face aux Washington Senators.
- Deuxième édition des World Series noires entre les champions de la Negro National League et de la Eastern Colored League. Hilldale Club (ECL) s'impose face aux Kansas City Monarchs (NNL).

## Basket-ball
- Le Foyer Alsacien Mulhouse champion de France.

## Cyclisme
- Le Belge Félix Sellier s’impose sur le Paris-Roubaix.
- Tour de France (21 juin - 19 juillet) : l’Italien Ottavio Bottecchia s’impose devant le Belge Lucien Buysse et l’Italien Bartolomeo Aimo.
  - Articlé détaillé : Tour de France 1925

## Football
- Huddersfield Town FC champion d’Angleterre.
- Rangers est champion d’Écosse.
- 10 mai : le CASG Paris remporte la Coupe de France face au FC Rouen, 3-2.
- 10 mai : le FC Barcelone remporte la Coupe d'Espagne face à l’Arenas Club de Guecho, 2-0.
- Beerschot est champion de Belgique.
- 7 juin : 1.FC Nuremberg est champion d’Allemagne.
- 7 juin : le Servette de Genève est champion de Suisse.
- 23 août : Bologne FC 1909 est champion d’Italie.
  - Article détaillé : 1925 en football

## Football américain
- Chicago Cardinals champion de la National Football League. Article détaillé : Saison NFL 1925.

## Football canadien
- Coupe Grey : Senators d'Ottawa 24, Tammany Tigers de Winnipeg 1.

## Golf
- L’Américain Jim Barnes remporte le British Open.
- L’Américain Willie Macfarlane remporte l’US Open.
- L’Américain Walter Hagen remporte le tournoi de l’USPGA.

## Hockey sur glace
- Les Cougars de Victoria remportent la Coupe Stanley 1925.
- 11 janvier : La Tchécoslovaquie remporte le championnat d'Europe devant l’Autriche.
- Coupe Magnus : Chamonix est sacré champion de France.
- HC Rosey est sacré champion de Suisse (titre unifié).

## Joute nautique
- Tournoi inachevé lors du Grand Prix de la Saint-Louis à Cette. Quatre concurrents restaient en lice : David, Cianni, Roux et Alexandre.

## Moto
- Bol d'or : le Français Francisquet gagne sur une Sunbeam.

## Rugby à XV
- L’Écosse remporte le Tournoi des Cinq Nations en signant un Grand Chelem.
- L'US Perpignan est champion de France.
- Le Leicestershire champion d’Angleterre des comtés.
- La Western Province est championne d’Afrique du Sud des provinces (Currie Cup).

## Tennis
- Championnat de France :
  - Le Français René Lacoste s’impose en simple hommes.
  - La Française Suzanne Lenglen s’impose en simple femmes.
- Tournoi de Wimbledon :
  - Le Français René Lacoste s’impose en simple hommes.
  - La Française Suzanne Lenglen s’impose en simple femmes.
- Championnat des États-Unis :
  - L’Américain Bill Tilden s’impose en simple hommes.
  - L’Américaine Helen Wills s’impose en simple femmes.
- Coupe Davis : les États-Unis battent la France : 5 - 0

## Voile
- Création de la compétition Fastnet Race par le Royal Ocean Racing Club (RORC).

## Naissances
- 2 février : Raimondo d'Inzeo, cavalier italien. († 15 novembre 2013).
- 26 février : Everton Weekes, joueur de cricket barbadien, (51 sélections en test cricket de 1948 à 1958, équipe des Indes occidentales).
- 12 mars : Louison Bobet, coureur cycliste français († 13 mars 1983).
- 17 mars : Willy Steffen, footballeur suisse. († 5 mai 2005).
- 24 mars : Puig-Aubert, joueur de rugby à XIII français. († 3 juin 1994).
- 20 avril : Ernie Stautner, 80 ans, joueur américain de Foot US d'origine allemande. († 16 février 2006).
- 4 mai : Robert Jonquet, footballeur français. († 18 décembre 2008).
- 11 mai : Georges Stuber, footballeur suisse. († 16 avril 2006).
- 12 mai : Yogi Berra, baseballeur américain († 22 septembre 2015).
- 18 juillet : Shirley De La Hunty, athlète australienne.
- 28 juillet : Juan Alberto Schiaffino, footballeur uruguayen, puis italien, champion du monde en 1950. († 13 novembre 2002).
- 5 décembre : Henri Oreiller, skieur alpin français. († 7 octobre 1962).
- 6 décembre : Yeso Amalfi, footballeur brésilien. († 11 mai 2014).
- 26 décembre : Georg Buschner, footballeur et entraîneur est-allemand († 12 février 2007).
- 30 décembre : Benito Lorenzi, footballeur italien. († 3 mars 2007).

## Décès
- 7 octobre : Christy Mathewson, 45 ans, joueur américain de baseball. (° 12 août 1880).
- 15 décembre : Louis Phal surnommé Battling Siki, 28 ans, boxeur français. (° 16 septembre 1897).